# جاده رزرو
جاده رزرو (به انگلیسی: Reservation Road) فیلمی محصول سال ۲۰۰۷ و به کارگردانی تری جرج است. در این فیلم بازیگرانی همچون خواکین فینیکس، مارک روفالو، جنیفر کانلی، میرا سوروینو، ال فانینگ، آنتونی کورونه، ادی اندرسون ایفای نقش کرده‌اند.